# Christiaan Philip Winckel
Christiaan Philip Winckel (Bergen op Zoom, 12 februari 1799 - Gouda, 16 september 1861) was een Nederlandse kolonel, commandant van het vierde regiment infanterie en onder meer ridder in de Militaire Willems-Orde.

## Familie
Winckel was een lid van de in het Nederland's Patriciaat opgenomen familie Winckel. Hij was een zoon van ds. Christian Philipp Winckel (1759-1850), veldprediker en Nederlands-Hervormd predikant. Hij was de vader van onder anderen Christiaan Philip Karel von Winckel.

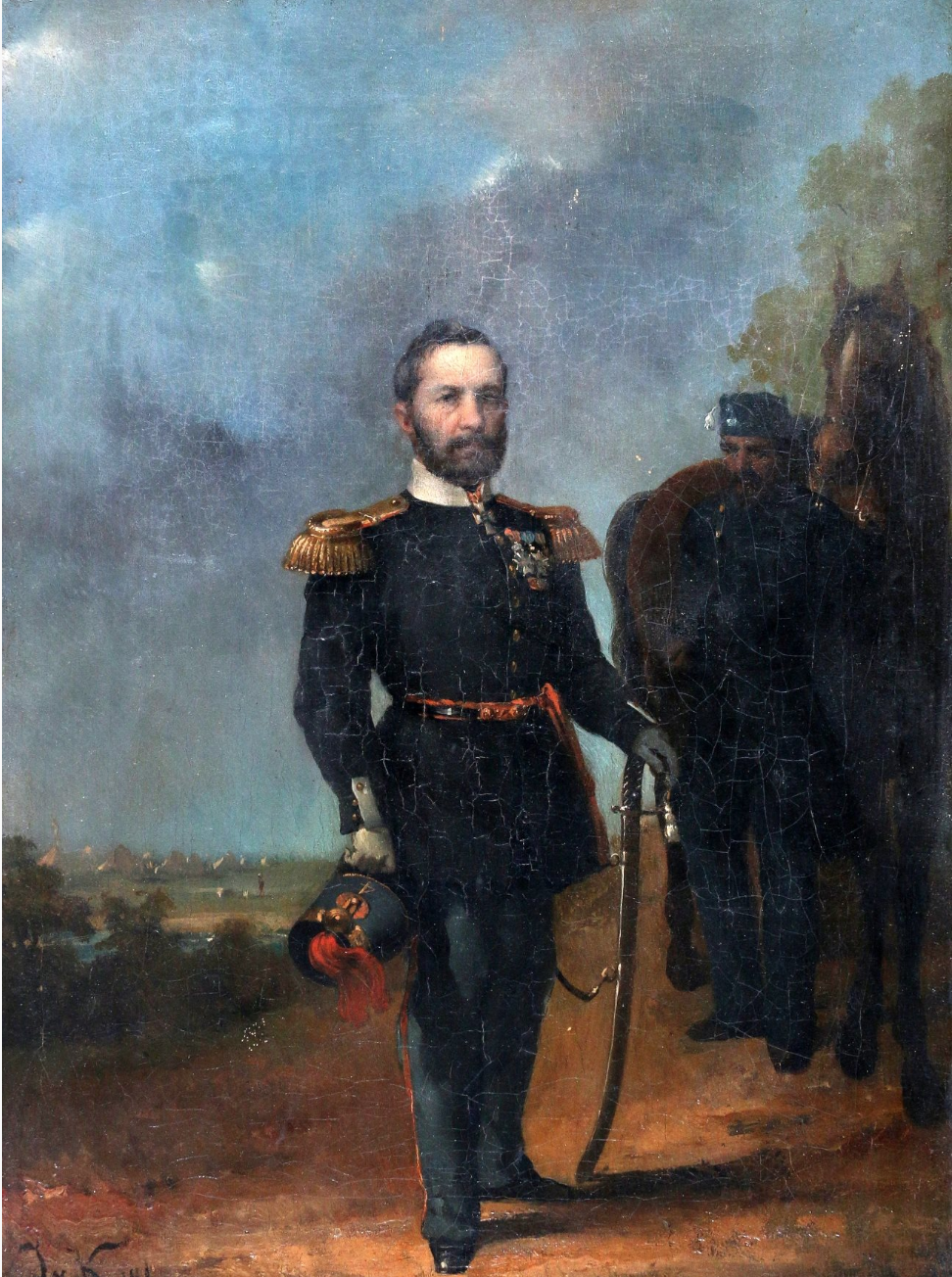
Kolonel C.P. Winckel met op de achtergrond een leger kampement

## Loopbaan
Winckel werd op 15 augustus 1828 benoemd tot eerste luitenant bij de vijftiende afdeling infanterie en per 23 juli 1832 bij de schutterij van Noord-Holland (noordelijk gedeelte, tweede afdeling, eerste bataljon) benoemd tot eerste luitenant-adjudant. Hij werd bij Koninklijk Besluit van 15 mei 1842 nummer 2 benoemd tot ridder in de Militaire Willems-Orde (voor zijn werkzaamheden tijdens de Tiendaagse Veldtocht). Hij werd op 11 december 1837 bevorderd tot kapitein bij de achttiende afdeling der infanterie en kreeg hierbij een eervol ontslag uit zijn betrekking als adjudant bij het eerste bataljon der derde afdeling mobiele Noord-Hollandse schutterij.
Hij werd in genoemde rang als adjudant op 5 oktober 1839 benoemd bij het dertiende bataljon der veertiende afdeling infanterie. Winckel werd op 1 november 1841 bevorderd tot commandant en op 12 november 1846 benoemd tot ridder in de Orde van de Nederlandse Leeuw en bevorderd tot majoor op 26 april 1852. Hij werd op 10 april 1856 bevorderd tot luitenant-kolonel bij het vierde regiment infanterie en op 4 mei 1858 benoemd tot kolonel en commandant van het korps van het vierde regiment (in garnizoen te Bergen op Zoom).

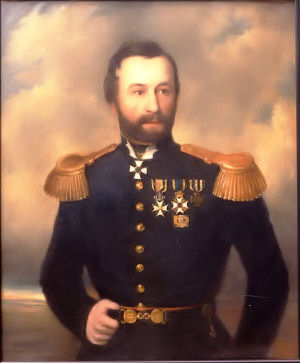
Christiaan Philip Winckel, 1859

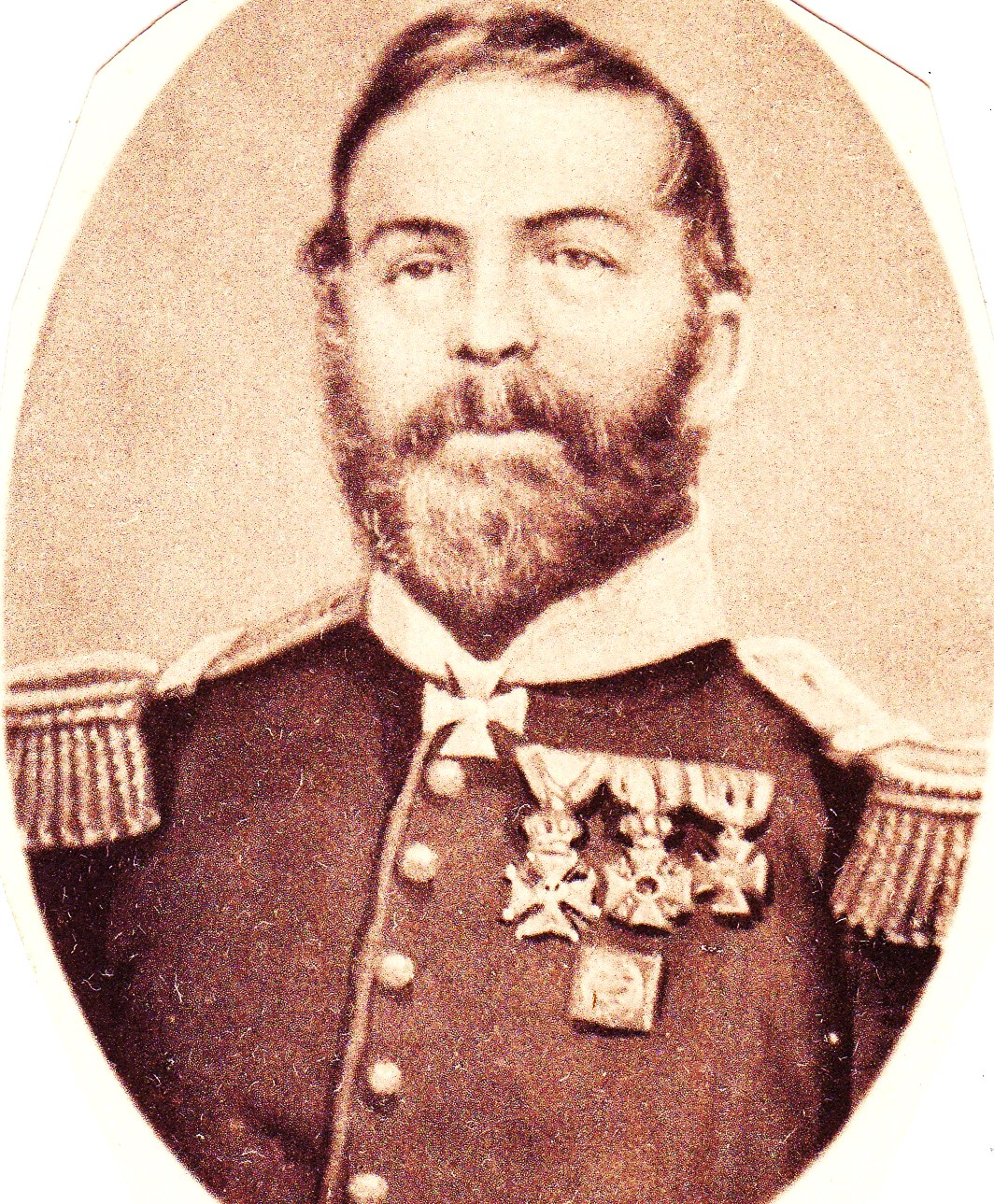
Kolonel C.P. Winckel

Met ingang van 1 maart 1861 werden door het vierde regiment infanterie, onder commando van Winckel, de garnizoenen betrokken in de provincie Zuid-Holland, waartoe staf, depôt en een bataljon te Gouda werden gestationeerd en een bataljon te Leiden, te Woerden en te Delft. Het regiment was, zoals boven vermeld, eerder gevestigd met de staf en drie bataljons te Bergen op Zoom, waarvan een compagnie gedetacheerd was te Brielle, een te Hellevoetsluis en op het fort Bath, te Venlo en het depôt te Gouda. Winckel overleed op 16 september 1861 in Gouda. Hij werd begraven aldaar op 23 september 1861, in aanwezigheid van het gehele garnizoen (het vierde regiment infanterie) en daarnaast de schutterij. Ook verschillende autoriteiten waren aanwezig, onder meer de burgemeester en de leden van de gemeenteraad. Winckel was naast de eerder genoemde Ordes ridder in de Orde van Oranje Nassau en commandeur in de Luxemburgse Orde van de Eikenkroon. Tevens droeg hij het Metalen Kruis 1830-1831 en het Onderscheidingsteken voor Langdurige Dienst als officier met het cijfer XXXX voor veertig jaren dienst.
Winckel trouwde op 17 januari 1840 te Vianen met de in Zutphen geboren Charlotte de Veije.